# Zeměchy (Kralupy nad Vltavou)
Zeměchy jsou vesnice, část města Kralupy nad Vltavou v okrese Mělník ve Středočeském kraji. Zeměchy se rozkládají v údolí Knovízského potoka necelých 3,5 kilometru jihozápadně od centra Kralup nad Vltavou. Jádro zástavby se nalézá po pravé straně údolí, v mírném odstupu od potoka i od všech průjezdních komunikací, které se protínají severně od vesnice. Silnice II/240 (Kralupy – Velvary) se zde křižuje s místní silnicí do Olovnice, ze které zajišťuje příjezd do Zeměch slepá odbočka. Nachází se zde i železniční zastávka Kralupy nad Vltavou Zeměchy na trati 110 Kralupy nad Vltavou - Louny, kde staví všechny vlaky kromě víkendových spěšných vlaků Praha – Louny – Most. Zeměchy leží v katastrálním území Zeměchy u Kralup nad Vltavou o rozloze 4,93 km². V tomto katastrálním území se nachází též osada Nový Dvůr, vzdálená od Zeměch asi 1,5 kilometru severním směrem.

## Historie

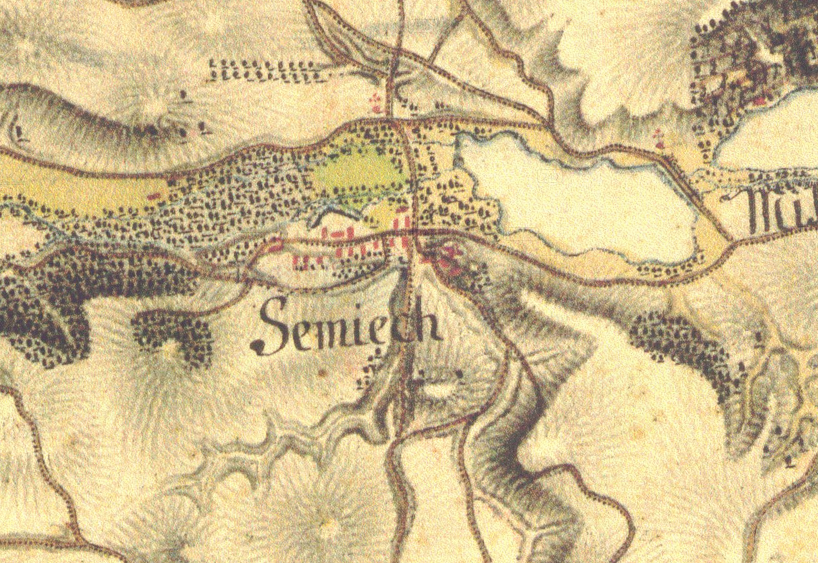
Mapa Zeměch z roku 1840 na které je patrný dnes již zaniklý velký rybník

První písemná zmínka o vesnici pochází z roku 1238. Od 16. století Zeměchy náležely k mikovickému panství (tehdy v držení Boryňů ze Lhoty), s nímž od roku 1669 připojeny k panství Zvoleněves. V padesátých letech 19. století zde byly zřízeny tři rybníky, které jsou oblíbené mezi rybáři. Podnes si však sídlo uchovalo čistě venkovský charakter. Podle map z roku 1740 bylo v Zeměchách evidováno 17 stavení, 51 obyvatel a 12 koní. Na východní straně vesnice se až do konce první poloviny 18. století rozkládal mezi Zeměchami a Minicemi obrovský rybník, rozdělený přibližně v půlce své velikosti hrází s prašnou cestou. Také kvůli tomu je v Zeměchách tak oblíbená rybářská tradice. Na území bývalého rybníka se dnes nalézá rákosí, které se stalo přirozeným útočištěm pro zdejší divoká zvířata. Opravdu hojně se zde vyskytují bažanti. Zeměchy se tak staly vynikající lokací pro myslivce z okolí a jsou nejvyhlášenější lokalitou v okolí Kralup nad Vltavou. Na svou malou rozlohu se v Zeměchách vyskytuje značné množství divoké zvěře (zejména se jedná o srny, divočáky, lišky a zajíce). Také se zde vyskytují druhy živočichů, které jsou v České republice vzácné, jedná se zejména o ptactvo a bezobratlé. Zeměchy jsou přirozeným hnízdištěm káněte obecného. Při výstavbě rodinných domů na Novém Dvoře, což je oblast spadající pod katastrální území Zeměchy (cca jeden kilometr od centra Zeměch), bylo objeveno velmi staré pohřebiště, zřejmě keltského původu.

## Obyvatelstvo
| Rok            | 1869 | 1880 | 1890 | 1900 | 1910 | 1921 | 1930 | 1950 | 1961 | 1970 | 1980 | 1991 | 2001 | 2011 | 2021 |
| -------------- | ---- | ---- | ---- | ---- | ---- | ---- | ---- | ---- | ---- | ---- | ---- | ---- | ---- | ---- | ---- |
| Počet obyvatel | 323  | 299  | 313  | 374  | 479  | 471  | 549  | 481  | 463  | 437  | 400  | 310  | 400  | 515  | 602  |
| Počet domů     | 38   | 42   | 44   | 51   | 65   | 73   | 103  | 117  | 116  | 116  | 112  | 122  | 133  | 153  | 196  |

## Obecní správa
Při sčítání lidu v letech 1850–1985 Zeměchy byly samostatnou obcí, se kterým patřily nejprve do okresu Slaný, ale v letech 1921–1950 v okrese Kralupy nad Vltavou a od roku 1960 v okrese Mělník. Od 1. ledna 1986 jsou částí města Kralupy nad Vltavou v okrese Mělník.

## Pamětihodnosti

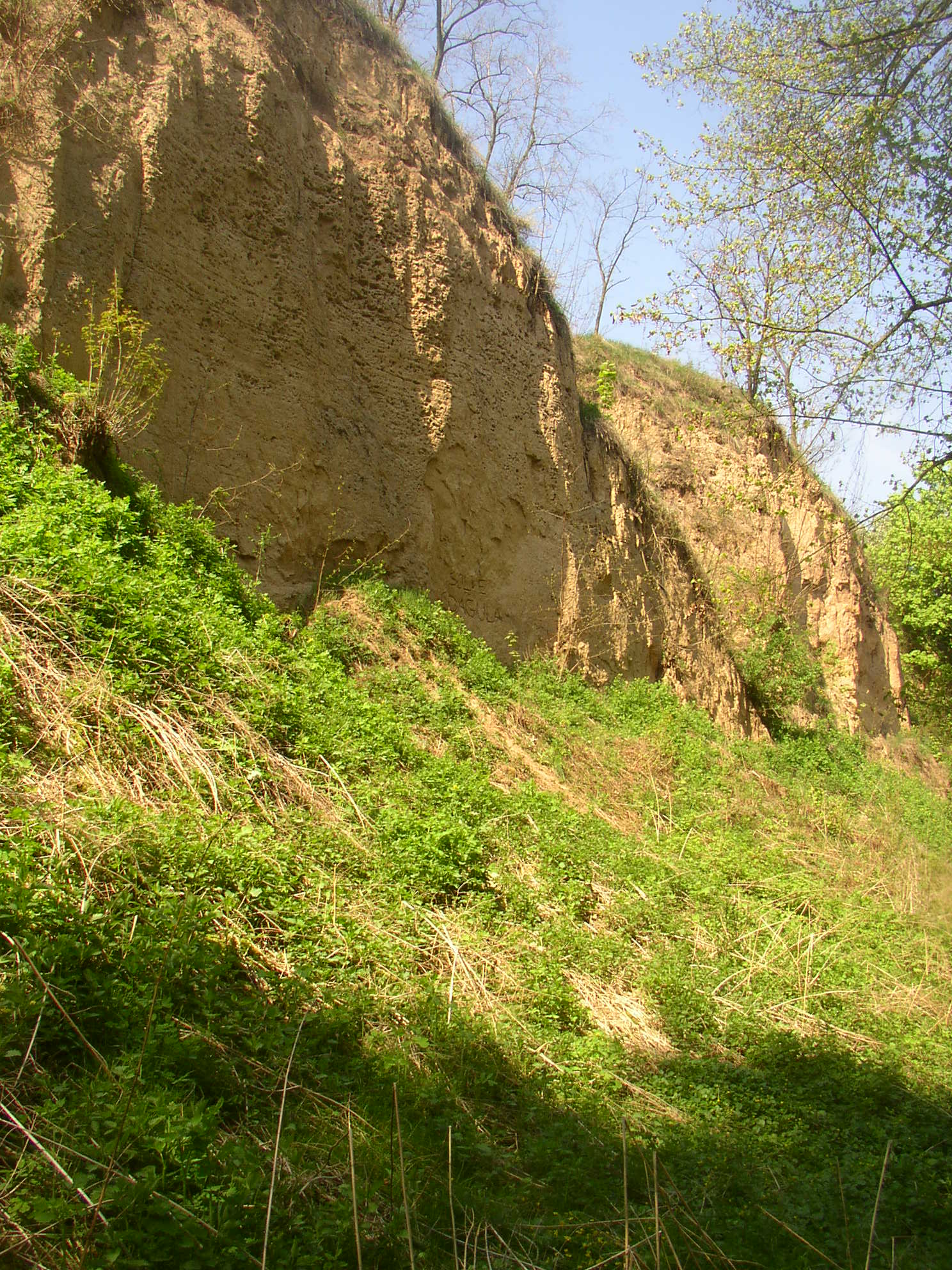
Sprašová rokle u Zeměch

Mimořádnou geologickou pozoruhodnost představuje na jihozápadním okraji vesnice přírodní památka Sprašová rokle u Zeměch, zhruba 450 metrů dlouhá a v průměru patnáct metrů hluboká erozní rokle, vzniklá v mohutných vrstvách spraší. Světlejší a tmavší vrstvy ve stěnách rokle odhalují střídání dob ledových a meziledových v časovém úseku zhruba 200 tisíc let. Lokalita patří k opěrným bodům evropské sprašové stratigrafie; její horní okraje jsou též významné výskytem stepních rostlin a bezobratlých živočichů.
Na vyvýšenině uprostřed vesnice se nalézá barokní, hřbitovem obklopený kostel Narození svatého Jana Křtitele, k němuž vede kamenné schodiště. Existence kostela v Zeměchách je písemně doložena od roku 1352; nynější svatostánek nechala od základů nově vybudovat Anna Marie Františka velkovévodkyně Toskánská v roce 1723. Kostel doplňuje samostatně stojící kamenná zvonice. U paty přístupového schodiště do areálu stojí kamenný krucifix, přenesený sem roku 1980 z opačné strany bývalé fary. Jen několik desítek kroků severněji se při hlavní ulici nalézá pomník obětem světových válek se jmény obětí mužů z vesnice.

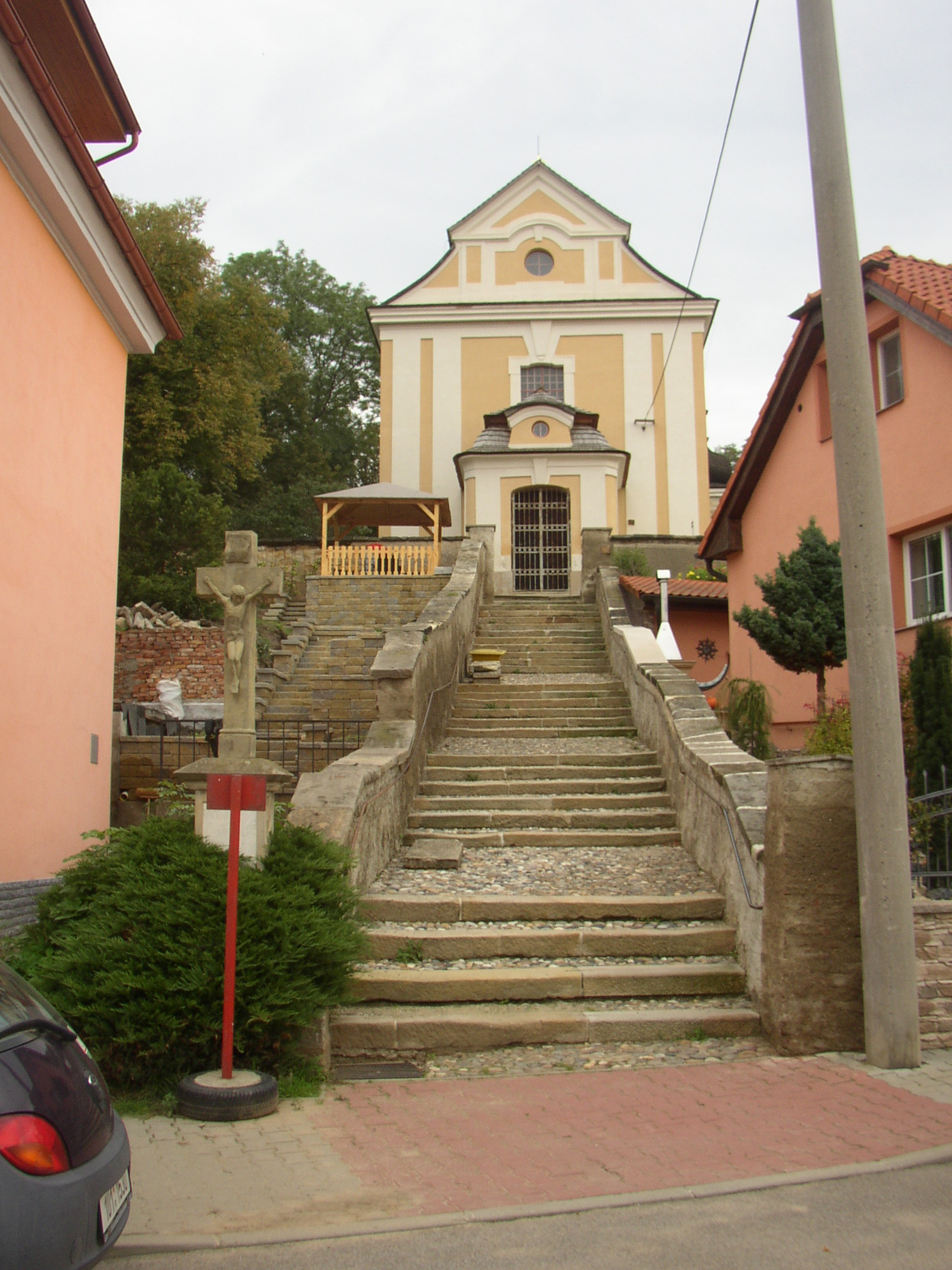
Schodiště ke kostelu
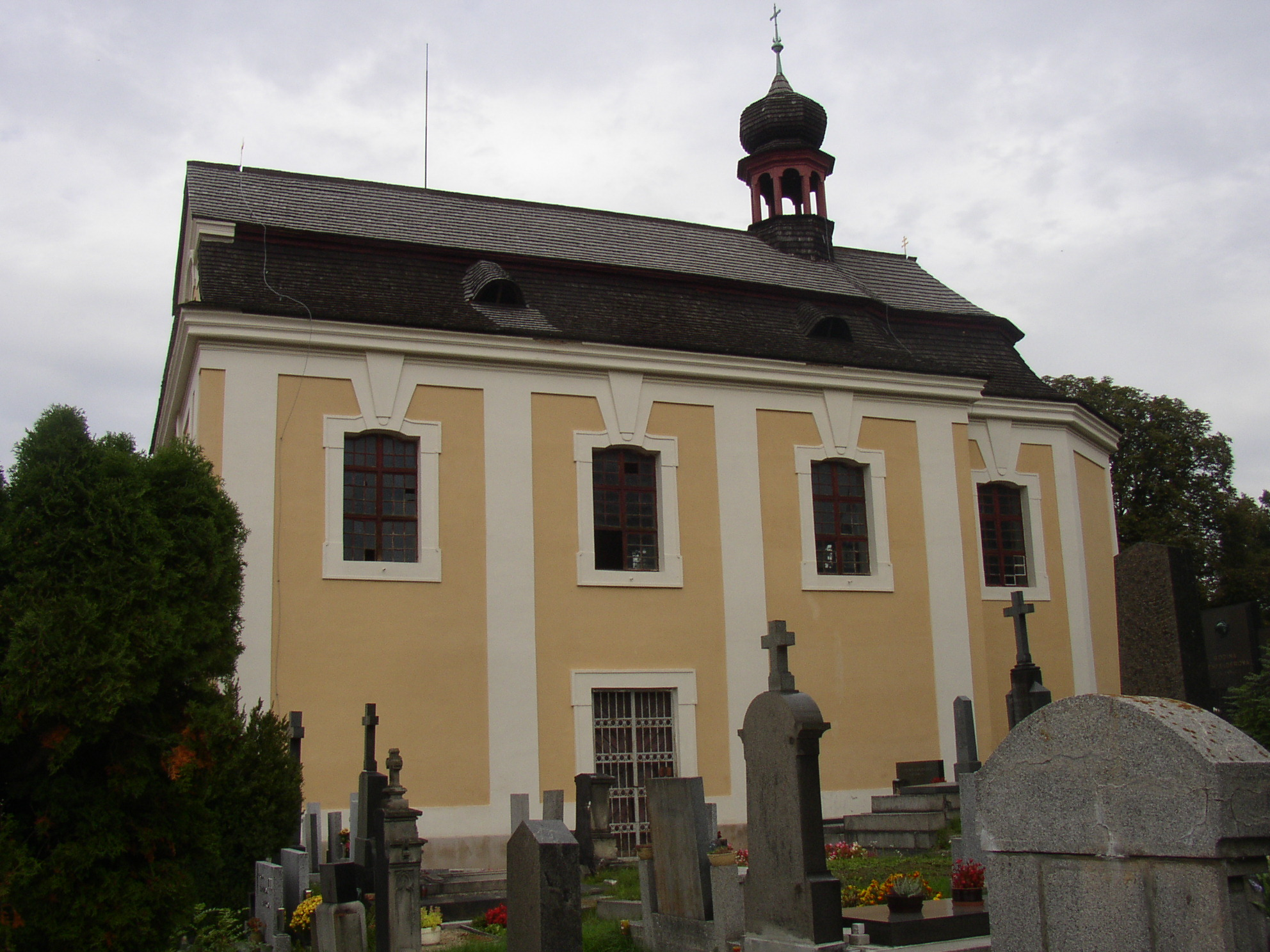
Kostel z jižní strany
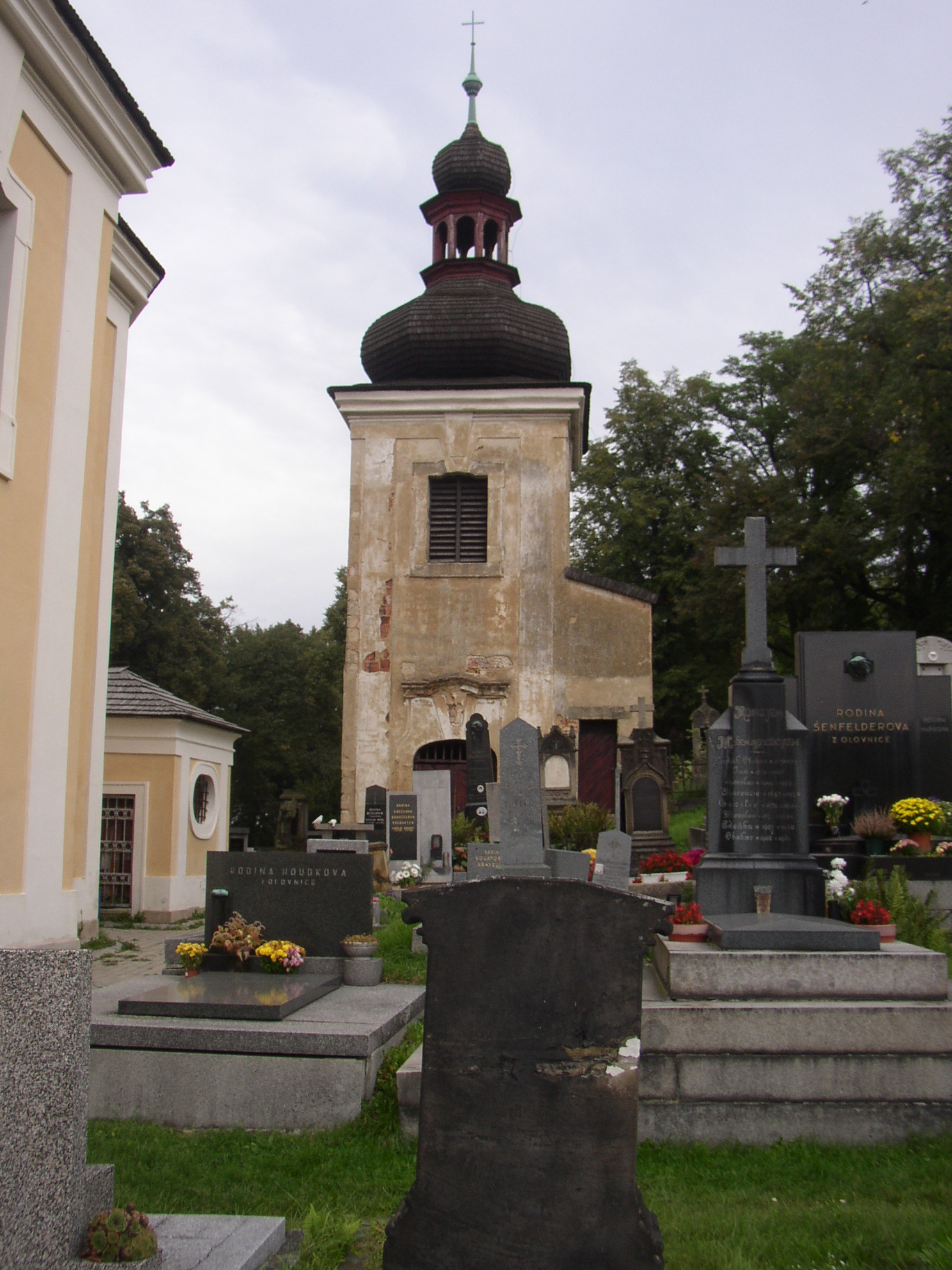
Zvonice

Nad jihovýchodním okrajem Zeměch se zvedá zalesněný vrch Špičák (236 metrů) s křížem z roku 1906 na temeni.
Severně od vesnice, při křižovatce silnice do Olovnice stojí barokní křížový sloup z doby kolem roku 1715, chráněný jako kulturní památka ČR. Podobně jako u kostela byla iniciátorkou vzniku Anna Marie Františka Toskánská. Okrouhlý pískovcový sloup vrcholí křížem zakončenou hlavicí, zdobenou motivem vinných hroznů (odtud též lidové pojmenování „Viniční křížek“). Z původního křížku se dochovala zhruba pouze spodní polovina dříku, v roce 2018 byl křížek obnoven a chybějící části nahrazeny replikami.
Dlouhou tradici v Zeměchách má rybníkářství při Knovízském potoce. Zatímco v minulosti se vodní plocha prostírala východně od vesnice, směrem k Mikovicům, dnes se soustava tří rybníků (rozloha 0,6, 1 a 4 hektary) rozkládá na západní straně, směrem k Olovnici. Na kraji lesa při jižním konci hráze nejhořejšího rybníka stojí na kamenném podstavci litinová socha svatého Jana Nepomuckého z roku 1860.
Pod lesní strání západně od rybníků roste při cestě ze Zeměch do Olovnice památný strom Dub u Zeměch.

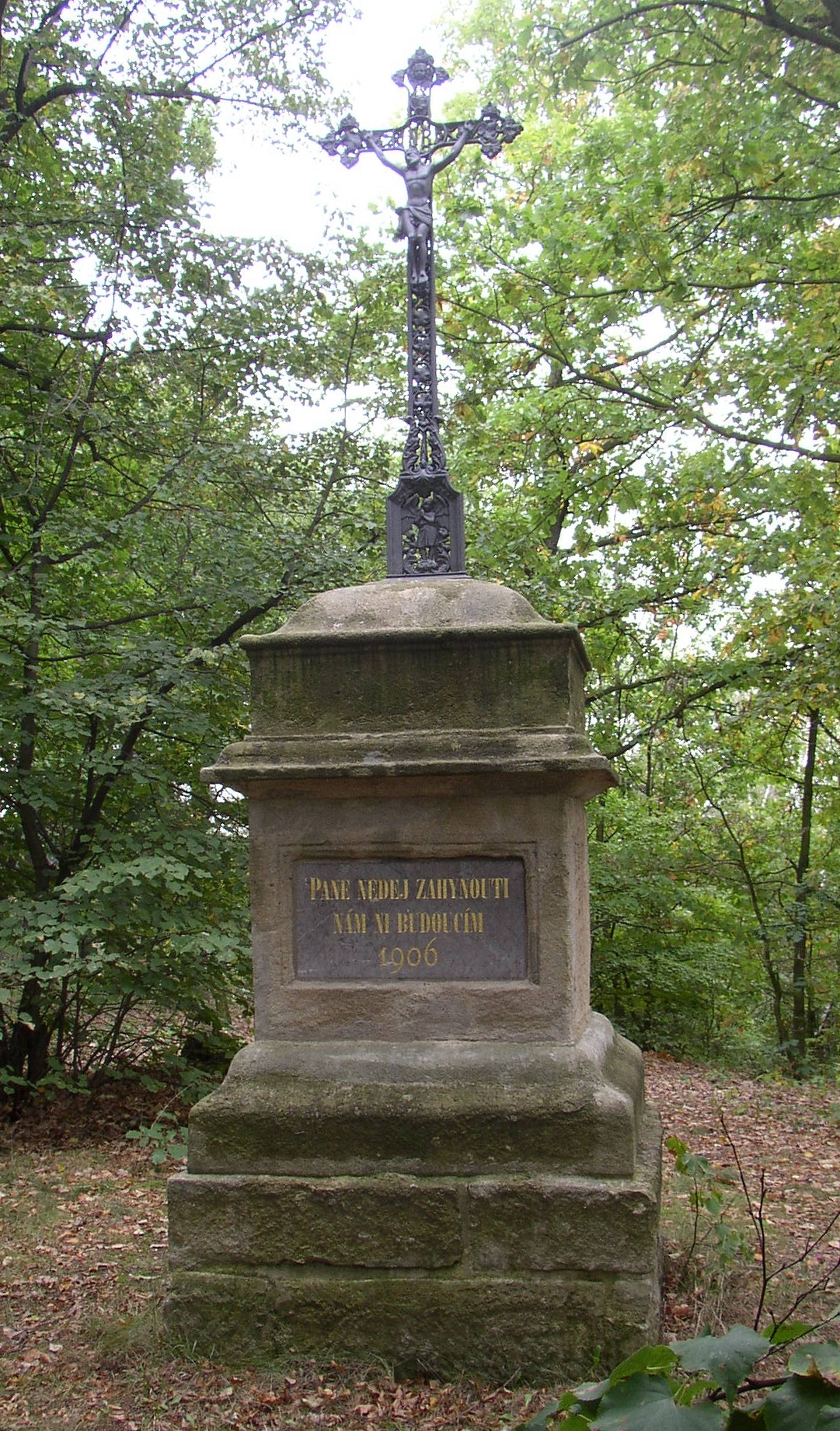
Kříž na Špičáku
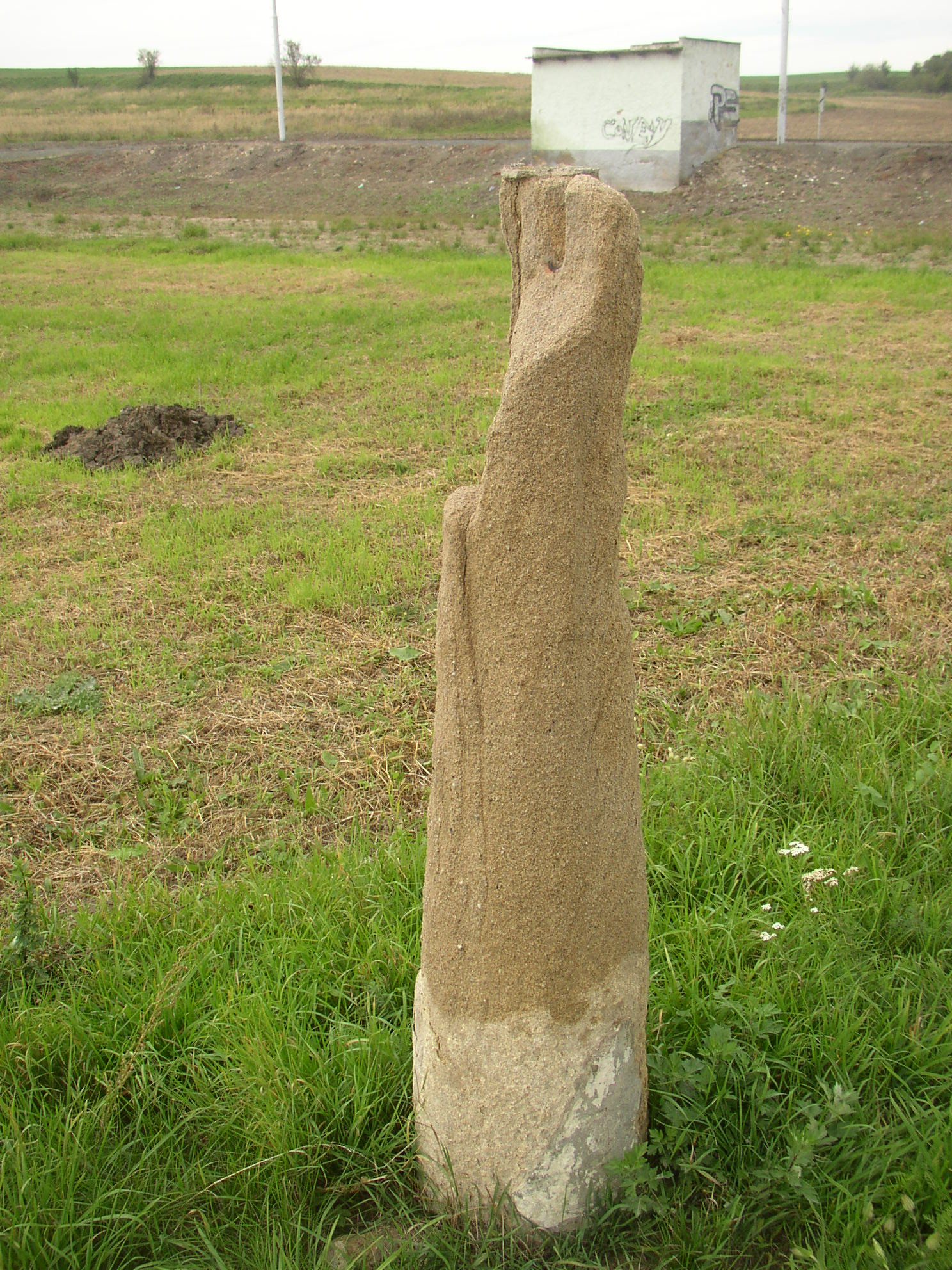
Torzo „Viničního křížku“
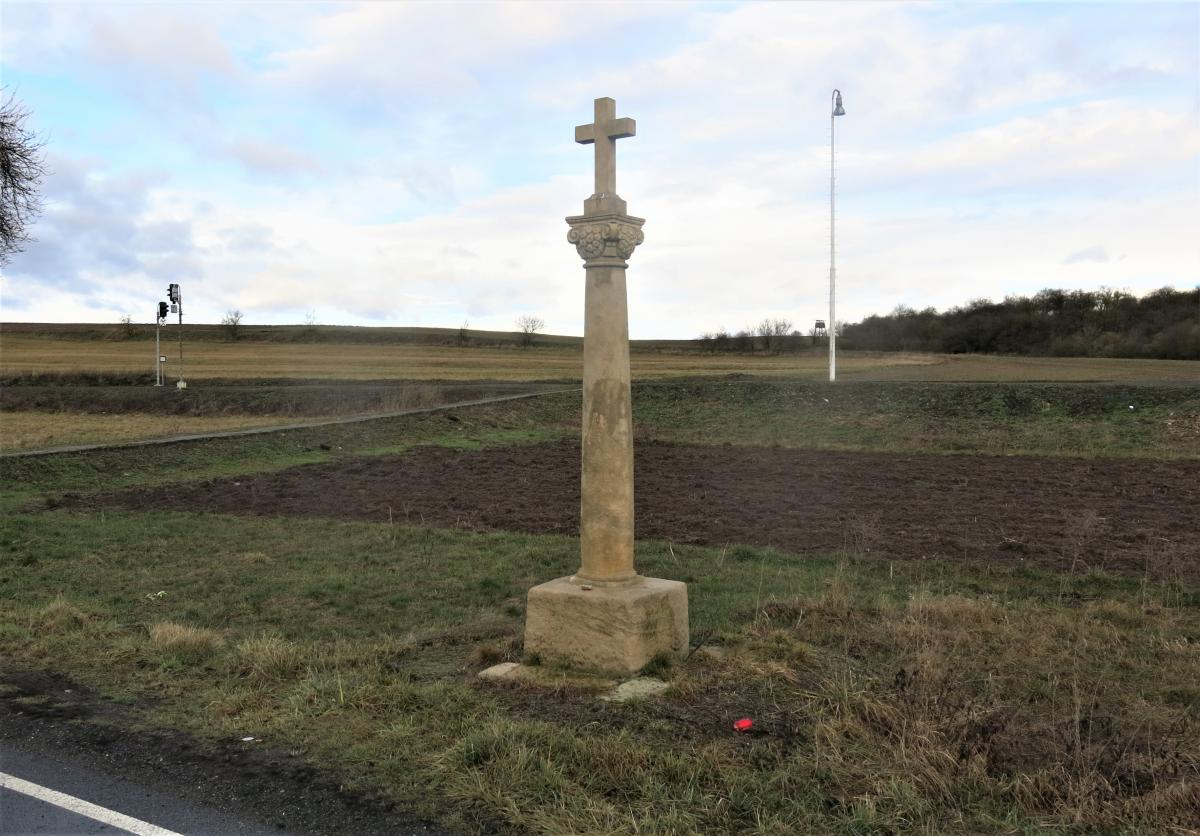
Obnovený křížek
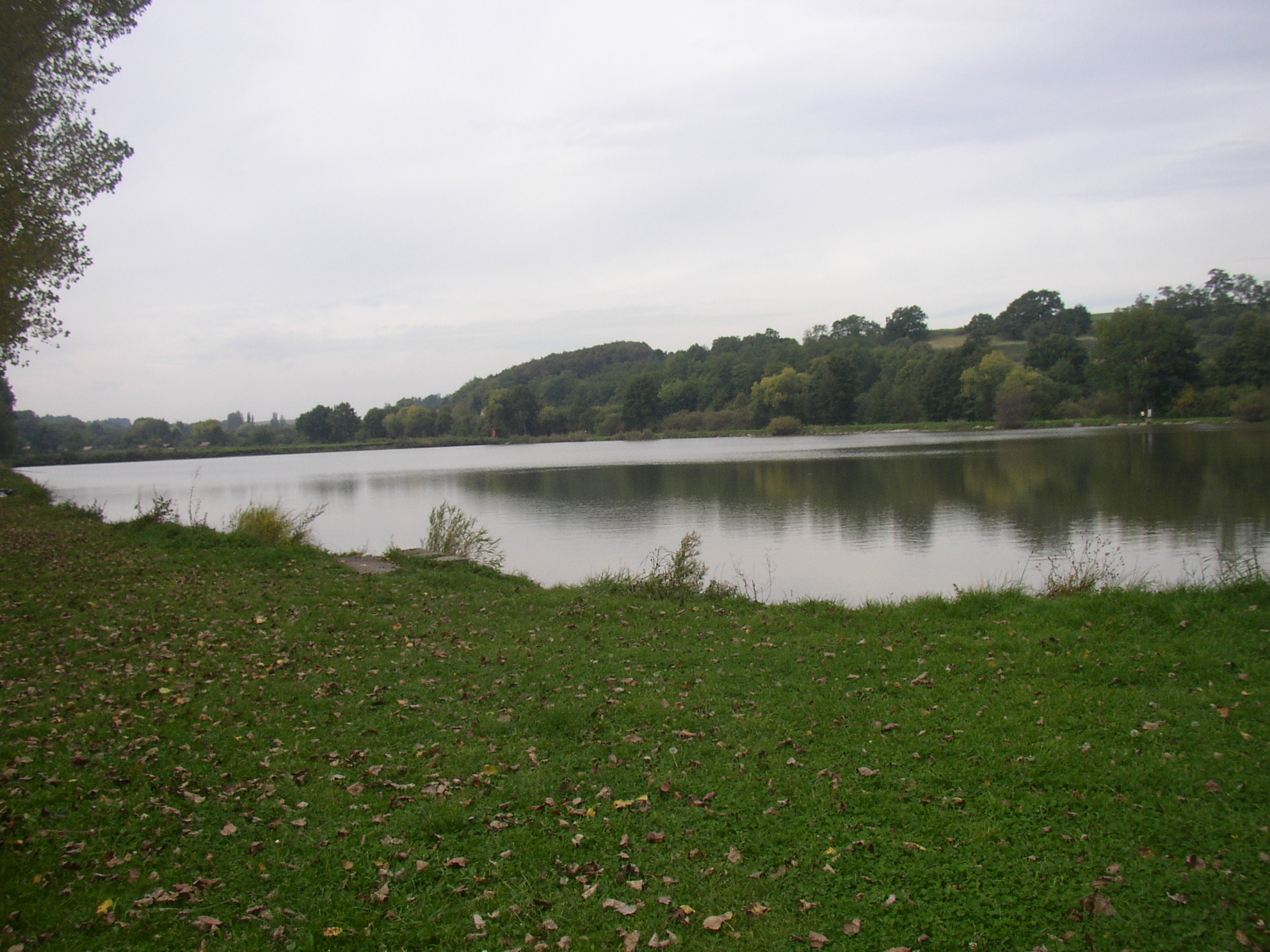
Zeměšské rybníky
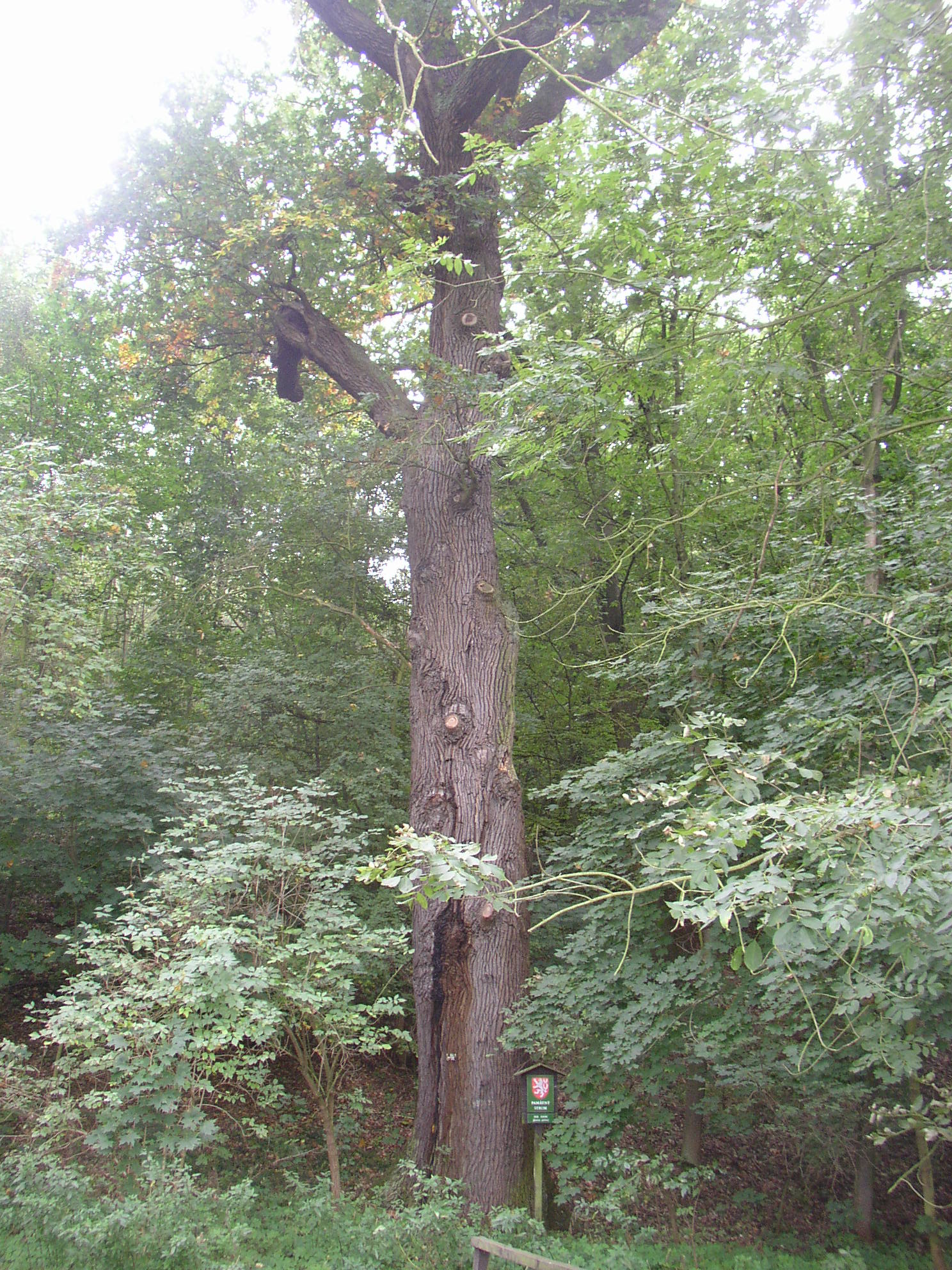
Dub u Zeměch

## Osobnosti
- Antonín Doucha (1784–1858), učitel a lidový hudebník, působil v Zeměchách
- Jindřich Bišický (1889–1949), český válečný fotograf, rodák
- Josef Klement Zástěra (1886-1966), chrámový hudebník, působil na kůru zeměšského kostela[9] a v jeho blízkosti je pohřben
- Antonín Robek (1931–2008), etnograf, rodák